# Аккад (город)
Акка́д, также Аккаде́ или Агаде́ (аккад. Akkadê, шум. А.ga.de, библейск. Аккад) — древний город на севере Южной Месопотамии, столица Аккадского царства. Точное местонахождение не установлено. Общинный бог — Аба. По названию города Аккаде окружающая область Ки-Ури получила именование «Аккад» (аккад. māt Akkadê «страна Аккаде»), а язык местного восточносемитского населения стал называться аккадским (аккад. Akkadû(m)).

## История
Впервые упоминается в надписи Эн-Шакушаны, правителя Ура (раннединастический период) в числе городов, с которыми этот царь воевал. По одной из версий мог располагаться в «номе» Сиппар. В конце XXIV века до н. э. стал столицей Саргона Древнего, основателя Аккадского царства; в XXIII—XXII веках до н. э. оставался столицей этого государства. Аккаде поддерживал широкие торговые связи с Сирией, Малой Азией, Дильмуном, Маганом и Мелахой; в городе располагались пристани, к которым причаливали корабли из дальних стран. В литературных источниках описывается богатство Аккаде, упомянуты «огромные слоны, обезьяны и зверье дальних стран», некие собаки особого вида, «кони и тонкорунные бараны» ходившие по его улицам . В XXII веке до н. э. Аккадское царство пало под ударами горных племён кутиев, город Аккаде обратился в руины, а его роль в значительной мере перешла к городу Сиппару. Упомянут в шумерской поэме «Проклятие городу Аккаде» (и царю Нарам-Суэну). Известен в Библии как город Аккад, часть царства Нимрода.